# Тересів-Спас
Тере́сів-Спас — пасажирський залізничний зупинний пункт Львівської дирекції Львівської залізниці.
Розташований у селі Тершів, Старосамбірський район Львівської області на лінії Самбір — Чоп між станціями Старий Самбір (4 км) та Стрілки (10 км).
Станом на травень 2019 року щодня п'ять пар електропотягів прямують за напрямком Львів — Сянки.